# کتاب دروازه‌ها
کتاب دروازه‌ها (به انگلیسی: Book of Gates) یک متن تشییع جنازه مصری از دوران پادشاهی نوین مصر است. این کتاب روایتی از عبور یک روح تازه از دنیا رفته به جهان آخرت می‌باشد، که مربوط به سفر به خورشید از طریق دنیای مردگان در طول ساعات شب است. روح لازم است در مراحل مختلف سفر از دروازه‌هایی گذر کند. هر دروازه با یک ایزد همراه است، و لازمه گذر از دروازه آن است که فرد شخصیت خاص آن ایزد را تشخیص دهد. متن کتاب نشان می‌دهد که برخی از مردم بدون آن که آسیبی نبینند عبور می‌کنند، اما برخی دیگر در دریاچه جهنم عذاب می‌بینند.

## دسته‌بندی‌ها

### کتاب

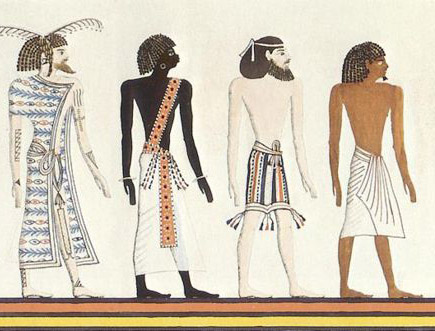
چهار نژاد:لیبیایی، نوبیایی، آسیایی و مصری، یک اثر هنری برگرفته از آرامگاه ستی یکم

معروف‌ترین بخش کتاب اشاره به نژادهای مختلف انسان که توسط مصریان، به چهار دسته «ریث» (مصری)، «آمو» (آسیایی)، «دمهو» (لیبیایی)، و «نهسو» (نوبی‌ها) تقسیم کرده‌اند، که در صف‌هایی برای ورود به دنیای آخرت هستند، می‌باشد.
متن و تصاویر مرتبط با کتاب دروازه‌ها در بسیاری از مقبره پادشاهی جدید، از جمله تمام مقبره فراعنه بین هرمهب و رامسس هفتم ظاهر می‌شود. آنها همچنین در آرامگاه سنجم، یک کارگر در روستای دیر المدینه، روستای باستانی از هنرمندان و صنعتگران که مقبره‌های فراعنه در پادشاهی جدید ساخته شده ظاهر می‌شود. 

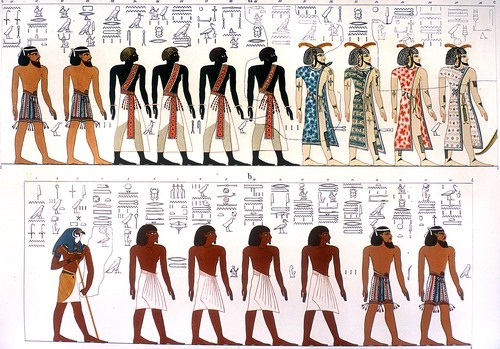
صف‌های دیگر

### ایزدان
ایزدان ذکر شده در کتاب دروازه‌ها هر کدام نام‌ها مختلف، و لباس‌های رنگی مختلفی دارند، اما در تمام جهات دیگر یکسان هستند.